# Alangium uniloculare
Alangium uniloculare là một loài thực vật có hoa trong họ Cornaceae. Loài này được (Griff.) King miêu tả khoa học đầu tiên năm 1902.